# Anglais de Terre-Neuve
L’anglais de Terre-Neuve regroupe plusieurs dialectes de l'anglais rencontrés dans la province de Terre-Neuve-et-Labrador. Ils sont souvent considérés comme présentant les traits les plus particuliers de l'anglais canadien. Quelques dialectes de Terre-Neuve font penser par l'accent du sud-est de l'Irlande (comme à Wexford et Waterford) et d'autres rappellent ceux du West Country en Angleterre ou une combinaison des deux. Le fait est dû principalement à l'immigration massive à partir d'un nombre limité de ports dans ces régions spécifiques.
Ces dialectes se sont développés séparément en raison de l'histoire de Terre-Neuve aussi bien que de sa géographie. Terre-Neuve était l'un des premières colonies peuplées par l'Angleterre en Amérique du Nord, en commençant par de petits nombres au début du XVIIe siècle avant de devenir plus importante au début du XIXe siècle. Terre-Neuve a été une colonie britannique jusqu'en 1907, quand elle a acquis le statut de dominion indépendant au sein de l'Empire britannique et elle n'est devenue une province du Canada qu'en 1949.
Terre-Neuve est une île dans l'océan Atlantique, séparée par le détroit de Belle Isle du Labrador, la partie continentale de la province et la moins densément peuplée. La majeure partie de la population est restée assez isolée sur l'île, ce qui a permis aux dialectes de se développer indépendamment de ceux du continent nord-américain.
L'anglais de Terre-Neuve a été identifié comme dialecte séparé à la fin du XVIIIe siècle, quand George Cartwright a édité un glossaire des mots de Terre-Neuve.